# 哈恩山
69°17′S 70°9′W / 69.283°S 70.150°W
哈恩山（英語：Mount Hahn）是南極洲的山峰，位於亞歷山大一世島東北部，處於沃爾特冰川和漢普頓冰川之間，海拔高度約1,100米，該山峰以美國海軍機師命名。